# Lipa (Peć)
Pour les articles homonymes, voir Lipa.
Lipë en albanais et Lipa en serbe latin (en serbe cyrillique : Липа) est une localité du Kosovo située dans la commune/municipalité de Pejë/Peć et dans le district de Pejë/Peć. Selon le recensement kosovar de 2011, elle ne compte plus aucun habitant.

## Histoire
Sur le territoire du village se trouvent les vestiges d'une forteresse remontant à l'Antiquité tardive et au Moyen Âge ; elle est proposée pour une inscription sur la liste des monuments culturels du Kosovo.
L'église Sainte-Catherine est elle aussi proposée pour une inscription.

## Démographie

### Évolution historique de la population dans la localité
| 1948 | 1953 | 1961 | 1971 | 1981 | 1991 | 2011 |
| ---- | ---- | ---- | ---- | ---- | ---- | ---- |
| 206  | 217  | 230  | 310  | 71   | 56   | 0    |

|  |